# Фібриноген
Фібриноген (Фактор зсідання крові І, англ. factor I) — безбарвний волокнистий білок з групи глобулінів, розчинений в плазмі крові. При активації системи згортання крові фібриноген піддається ферментативному розщепленню ферментом тромбіном із утворенням мономеру фібрину, який під дією активного XIII фактора згортання крові полімеризується і випадає в осад у вигляді білих ниток полімеру фібрину, що є частиною процесу утворення фібриновмісного згустка крові(тромбу). Плазма крові без фібриногену має назву сироватка крові.
Згідно міжнародної номенклатури Фібриноген є I фактором згортання крові.

## Історія
Пауль Моравіц в 1905 році описав перших чотири фактори згортання крові, у тому числі фібриноген.

## Фізіологічні функції
- Зупинка кровотечі методом оклюзії фібриновим кров'яним згустком при ушкодженні судин (та тканин)

Фібриноген, отримуваний осадженням з плазми крові етанолом, використовують для зупинки кровотеч при операціях, в акушерсько-гінекологічній практиці, при гемофілії і захворюваннях, пов'язаних з пониженим вмістом фібриногену в крові. Випускаються препарати фібриногену для лабораторних досліджень. Фібриноген, отримуваний з крові людини, використовують для клінічних цілей.

## Будова
Молекулярна маса фібриногену близько 350 000. Молекула має форму глобули діаметром близько 22 нм; складається з двох однакових субодиниць, кожна з яких представлена трьома неоднаковими поліпептидними ланцюгами, що позначаються А, В і G, де А і В — пептиди, що відторгаються тромбіном. Синтез фібриногену в організмі відбувається в паренхіматозних клітинах печінки. Вміст фібриногену в плазмі крові здорової людини 300–500 мг. При недостатності фібриногену в організмі або при утворенні молекул з аномальною будовою спостерігається кровоточивість.